# Marek Szlęzak
Marek Jan Szlęzak (ur. 28 kwietnia 1934 w Będzinie) – polski działacz partyjny i państwowy, w latach 1978–1987 wicewojewoda rzeszowski.

## Życiorys
Syn Ludwika i Władysławy. W 1953 wstąpił do Polskiej Zjednoczonej Partii Robotniczej. Od 1953 do 1967 należał do egzekutywy Komitetu Miejskiego PZPR w Rzeszowie, od 1960 do 1962 był też instruktorem w Wydziale Ekonomicznym Komitetu Wojewódzkiego PZPR w tym mieście. Od 1 kwietnia 1978 do 30 października 1987 pełnił funkcję wicewojewody rzeszowskiego. Od 1984 do 1986 pozostawał członkiem egzekutywy Komitetu Wojewódzkiego PZPR w Rzeszowie, do 1987 zajmował w nim też stanowisko lektora.